# Utricularia floridana
Utricularia floridana este o specie de plante carnivore din genul Utricularia, familia Lentibulariaceae, ordinul Lamiales, descrisă de George Valentine Nash. Conform Catalogue of Life specia Utricularia floridana nu are subspecii cunoscute.